# Charles Hawtrey
Charles Hawtrey (* 30. November 1914 in Hounslow, Middlesex, England; † 27. Oktober 1988 in Deal, Kent, England; eigentlich George Frederick Joffe Hartree) war ein britischer Schauspieler und Komiker.

## Leben
Hawtrey, der aus einer Schauspielerfamilie stammte, begann schon sehr früh mit der Schauspielerei. Schon als Kind verbrachte er drei Jahre an der prestigeträchtigen Schauspielschule Italia Conti Academy. Nach zwei kleineren Auftritten in Filmen 1922 und 1923 begann er seine Filmkarriere 1932. Seit 1925 trat Hawtrey in Varietés auf. Sein Debüt gab er elfjährig im Stück The Windmill im Theater in Boscombe. In Theaterstücken spielte er seit seinem ersten Auftritt im Stück „Bluebell in Fairyland“ in der Londoner Scala. Da er immer wieder mit dem gefeierten Theaterdarsteller Charles Hawtrey verwechselt wurde, nahm Hawtrey, der eigentlich George Hartree hieß, 1925 – zwei Jahre nach dem Tod des echten Hawtrey – dessen Namen an. Seit 1929 trat er auch im Radio auf, was ihn in Kontakt mit Will Hay brachte. Hier wurde er bekannt durch seine Rolle als Kinderdetektiv Norman Bones.
An der Seite von Will Hay hatte Hawtrey seine ersten großen Erfolge in vier Filmen, die von 1937 bis 1942 gedreht wurden: Good Morning Boys, Where’s that Fire, The Ghost of St Michaels und The Goose Steps Out. Mit dem Gremio in Der Widerspenstigen Zähmung feierte er 1939 große Erfolge am Old Vic in London. Schon 1931 wurde er von den Kritikern für seine Verkörperung des Slightly in Peter Pan gefeiert.
Die Grundlage für seine große Popularität legte er jedoch erst 1958, als er seit dem ersten Film der Carry-On…-Filmreihe, Kopf hoch – Brust raus!, dabei war. Er sollte in weiteren 22 der folgenden 29 Teile mit von der Partie sein. Hawtrey wurde zu einem der markantesten Gesichtern der Reihe und zu einem der beliebtesten Filmkomiker des Vereinigten Königreiches. Meist spielte er den einfältigen Tölpel, der sich und den anderen im Wege stand oder das alternde, naive Muttersöhnchen. Für lange Zeit sollte Ist ja irre – der Schiffskoch ist seekrank der einzige Carry-On...-Film sein, an dem er nicht beteiligt war. Hier fehlte er wegen Streitigkeiten um die Höhe der Gage. Hawtrey meinte, da er länger als alle anderen Carry-On-Darsteller im Geschäft war, müsste er auch mehr Geld verdienen. Der Meinung waren Produzent Peter Rogers und Regisseur Gerald Thomas nicht. Man stand sogar kurz vor einer endgültigen Trennung. Dieses Problem trat noch einmal 1972 auf. Allerdings zog sich Hawtrey danach aus dem Filmgeschäft zurück. Gerüchte sagen allerdings auch, dass er während seines letzten Filmes Ein total verrückter Urlaub Alkoholprobleme hatte. Über seine Carry-On-Filme sagte er einmal: „Those films haven’t made me rich but they’ve given me a world wide identity.“ („Diese Filme haben mich nicht reich, aber weltweit bekannt gemacht.“)
Sein privates Leben hielt der homosexuelle Schauspieler aus seinem öffentlichen Leben heraus. Allerdings war er für seinen Humor bekannt – etwa dafür, vor seinen engen Freunden in seltsamen Nonsens-Sprachen zu sprechen. Eine seiner wenigen Freunde war Carry-On-Co-Star Joan Sims. Hawtrey war auch ein recht guter Pianist, und in seiner Zeit in der Armee während des Zweiten Weltkrieges trat er auch als Pianist für die Truppen auf. In seiner Freizeit sammelte der zeitlebens unverheiratete Hawtrey Antiquitäten.
1972 zog er sich aus dem Filmgeschäft zurück und trat nur noch gelegentlich in Cameo-Rollen auf. Er lebte die letzten Jahre seines Lebens in einer alten Schmugglerhütte in Kent. 1988 wollte er zusammen mit Joan Sims, Kenneth Williams und ein paar anderen Carry-ons einen weiteren Film der Serie drehen. Jedoch hinderte ihn seine Krankheit daran. Ihm wurde gesagt, dass er sterben würde, wenn ihm nicht beide Beine amputiert werden würden. Er lehnte die Operation ab und starb drei Tage später. Da auch Kenneth Williams 1988 starb, wurde der (vermeintlich) letzte Film der Carry-On...-Reihe nicht mehr realisiert.
Für seine Popularität gibt es einige schöne Beispiele. Im Intro zum Beatles-Song Two of Us beginnt John Lennon mit der Zeile I dig a Pygmy by Charles Hawtrey and the Deaf Aids. Hawtreys Gesicht schmückt auch das „The Very Best of The Smiths“-Albumcover aus dem Jahr 2001. Im Fernsehfilm Kenneth Williams: Fantabulosa!, der Autobiografie von Kenneth Williams, wird er von David Charles gespielt, im Fernsehfilm Cor, Blimey! über die Beziehung zwischen Sidney James und Barbara Windsor von Hugh Walters.

## Filmografie (Auswahl)
- 1936: Sabotage
- 1944: A Canterbury Tale
- 1949: Blockade in London (Passport to Pimlico)
- 1951: Der galoppierende Major (The Galloping Major) (Regie: Henry Cornelius)
- 1952: You’re Only Young Twice (Regie: Terry Bishop)
- 1955: Hahn im Korb (As Long as They’re Happy) (Regie: J. Lee Thompson)
- 1955: Sieben Sekunden zu spät (Time Slip)
- 1957–1961: The Army Game (Fernsehserie)
- 1958: Kopf hoch – Brust raus! (Carry On Sergeant)
- 1959: 41 Grad Liebe (Carry On Nurse)
- 1959: Ist ja irre – Lauter liebenswerte Lehrer (Carry On Teacher)
- 1960: Ist ja irre – Diese strammen Polizisten (Carry On, Constable)
- 1961: Nicht so toll, Süßer (Carry On Regardless)
- 1963: Ist ja irre – diese müden Taxifahrer (Carry On Cabby)
- 1964: Ist ja irre – ’ne abgetakelte Fregatte (Carry On Jack)
- 1964: Ist ja irre – Agenten auf dem Pulverfaß (Carry On Spying)
- 1964: Ist ja irre – Cäsar liebt Cleopatra (Carry On Cleo)
- 1965: Ist ja irre – der dreiste Cowboy (Carry On Cowboy)
- 1966: Ist ja irre – Alarm im Gruselschloß (Carry On Screaming!)
- 1967: Ist ja irre – Nur nicht den Kopf verlieren (Don’t Lose Your Head)
- 1967: Ist ja irre – In der Wüste fließt kein Wasser (Follow That Camel)
- 1967: Das total verrückte Krankenhaus (Carry On Doctor)
- 1968: Alles unter Kontrolle – keiner blickt durch (Carry On… Up the Khyber)
- 1969: Das total verrückte Campingparadies (Carry On Camping)
- 1969: Das total verrückte Irrenhaus (Carry On Again Doctor)
- 1970: Die total verrückte Königin der Amazonen (Carry On Up the Jungle)
- 1970: Liebe, Liebe usw. (Carry On Loving)
- 1971: Heinrichs Bettgeschichten oder Wie der Knoblauch nach England kam (Carry On Henry)
- 1971: Ein Streik kommt selten allein (Carry On at Your Convenience)
- 1972: Die total verrückte Oberschwester (Carry on Matron)
- 1972: Ein total verrückter Urlaub (Carry On Abroad)